# Col de la Hourcère
Der Col de la Hourcère ist ein 1440 Meter hoher Gebirgspass im französischen Teil der Pyrenäen. Er befindet sich in der Region Nouvelle-Aquitaine im Département Pyrénées-Atlantiques und verbindet die Gemeinden Lanne-en-Barétous im Norden und Sainte-Engrâce im Westen. Die Straße führt über die schmale D632 und passiert das Skigebiet der Station d'Issarbe.

## Auffahrten
Die Nordauffahrt von Lanne-en-Barétous führt auf den ersten sieben Kilometern bei geringen Steigungsprozente von rund 2 % in Richtung Süden. Bei der Pont de Blancou beginnt die Straße stärker anzusteigen und weist auf den letzten 11,1 Kilometern eine durchschnittliche Steigung von 8,8 % auf. Die ersten drei Kilometer verlaufen geradeaus, wobei Kilometerschnitte von über 10 % erreicht werden. Im Anschluss folgen 14 Kehren, die zur Station d'Issarbe führen, ehe die Straße auf dem letzten Kilometer abflacht und mit rund 5 % auf die Passhöhe führt.
Die Westauffahrt beginnt bei der Kreuzung zwischen der D26 und der D113 und führt entlang des Gave de Sainte-Engrâce in Richtung Osten. Nach 18 Kilometern erreicht man den Col de Suscousse, wo die Straße links auf die D632 abzweigt, während die Auffahrt rechts auf den Col de Soudet führt. Auf den letzten fünf Kilometern liegt die durchschnittliche Steigung bei rund 4 %.

## Radsport

### Tour de France
Die erste Befahrung des Col de la Hourcère bei der Tour de France erfolgte im Jahr 1995 im Rahmen der 16. Etappe. Im Anschluss an den Col de Soudet hätte auf der Passhöhe unter dem Namen Col d'Issarbe eine Bergwertung der 3. Kategorie abgenommen werden sollen. Nach dem tödlichen Sturz des Italieners Fabio Casartelli am Vortag, wurde die Etappe jedoch neutralisiert ausgetragen.
Im Jahr 2020 wurde auf der 9. Etappe erstmals die anspruchsvollere Nordauffahrt befahren. Damals setzte sich der Schweizer Marc Hirschi im Anstieg des Col de la Hourcère von der Fluchtgruppe ab, ehe er nach einem Solo von rund 90 Kilometern auf den letzten Kilometern von den Gesamtklassement-Fahrern eingeholt wurde. Auf der Kuppe wurde kurz nach der Station d'Issarbe eine Bergwertung der 1. Kategorie abgenommen.
| Jahr | Etappe     | Bergwertung  | Fahrer        | Auffahrt                  |
| ---- | ---------- | ------------ | ------------- | ------------------------- |
| 1995 | 16. Etappe | 3. Kategorie | neutralisiert | Südost (Col de Suscousse) |
| 2020 | 9. Etappe  | 1. Kategorie | Marc Hirschi  | Nord                      |

### Vuelta a España
Im Jahr 2023 führte die Vuelta a España im Rahmen der 14. Etappe erstmals über den Col de la Hourcère. Auf der ersten Etappenhälfte wurde die Nordauffahrt befahren und als Bergwertung der höchsten Kategorie (Categoría especial) klassifiziert. Remco Evenepoel nutzte den Anstieg, um sich gemeinsam mit Romain Bardet von der Ausreißergruppe abzusetzen. Die beiden absolvierten die letzten 90 Kilometer der Etappe gemeinsam, ehe Remco Evenepoel die Etappe gewann.
| Jahr | Etappe     | Bergwertung   | Fahrer          | Auffahrt |
| ---- | ---------- | ------------- | --------------- | -------- |
| 2023 | 14. Etappe | ESP Kategorie | Remco Evenepoel | Nord     |